# Музафаров Рефік Ібрагімович
Рефі́к Ібрагі́мович Музафа́ров (нар. 18 квітня 1928 Буюк-Асс (Ласточкіно, село зникло) Ак-Шеіхського (Роздольненського) району — пом. 20 грудня 2011) — доктор філологічних наук, професор, кримськотатарський фольклорист. Делегат другого Курултаю кримськотатарського народу, членом Меджлісу кримськотатарського народу першого складу, займався питаннями культури, мови, релігії.

## Короткий життєпис
Разом з великою кількістю кримських татар знаходився в Узбекистані, проживали у місті Чирчик.
1960 року захистив кандидатську, 1967 в Баку — докторську дисертацію по кримськотатарському фольклору.
В червні 1967 доктор філологічних наук Музафаров — у складі делегації кримськотатарського народу, яку в Кремлі прийняли Андропов, Щолоков, Руденко та Георгадзе. За перебування у делегації в наступному часі він і поплатився.
Проти нього писали наклепи, протягом часу праці був звільнений майже із 10 ВНЗ під різними приводами через 2-3 місяці після прийняття на роботу.
Книжки та статті, які він, на той час єдиний в СРСР спеціаліст по кримськотатарській філології з вченим ступенем, пише, не друкуються. Одна з його книжок була підготована до друку в видавництві Казанського університету, але так і не побачила світ. Інша книжка виявилася «поза профілем» видавництва й була повернута автору.
Збирав матеріал про кримськотатарський народ в часі Другої світової війни, становище в місцях вислання.
1987 року повернувся з дружиною в Крим, видає журнал «Ватан» («Батьківщина») — друкувався до 1990 року у Феодосії кримськотатарською і російською мовами. Був директором кримськотатарського культурно-просвітницького і науково-дослідницького центру «Ватан».
Створив «Кримськотатарську енциклопедію» в 2 томах. Професор Нуззет Музафаров, брат Рефіка, видавав її за свої кошти.
В 1990—1994 — журнал «Ватан», як орган Кримськотатарського культурно-освітнього та науково-дослідного центру «Ватан» та незалежної профспілки кримськотатарських вчених — видано 36 номерів.
Є автором праць з фольклористики :
- «Нариси фольклору тюрків»,
- «Російсько-тюркські фольклорні зв'язки»,
- «Татарські народні прислів'я»,
- «Російсько-тюркські фольклорні зв'язки»,
- «Прислів'я якутів»,
- «Сучасний стан татарського фольклору»,
- «Нариси фольклору тюрків»,
- «Кримськотатарський фольклор в російській літературі»,
- статей щодо кримськотатарсько-українських історико-культурних відносин.

Входив в склад комісії по розробці Конституції Кримської АР, був членом оргкомітету, делегатом II Курултаю кримськотатарського народу.
Протягом кількох останніх років важко хворів і майже осліп. Похований в Акмесджиті на цвинтарі Абдал.